# Neobisium moreoticum
Neobisium moreoticum är en spindeldjursart som beskrevs av Beier 1931. Neobisium moreoticum ingår i släktet Neobisium och familjen helplåtklokrypare. Inga underarter finns listade i Catalogue of Life.